# والتر بون
والتر بون هو سياسي أمريكي، ولد في 26 سبتمبر 1770 في نيويورك في الولايات المتحدة، وتوفي في 31 أغسطس 1846 في كوينز في الولايات المتحدة. انتخب عضو مجلس ولاية نيويورك ‏.